# 호스 (스타워즈)
호스(Hoth) 행성은 스타 워즈 에피소드 5: 제국의 역습에 나오는 눈으로 뒤덮인 행성이다.

## 상세
저항군들은 이 행성에 기지를 세웠다. 루크가 정찰을 돌다 호스 행성의 설인 괴물 왐파에게 맞고 잡혀있다 정신이 들자 라이트세이버로 왐파를 공격하고 탈출한다. 제국군이 우주 함대를 이끌고 침략하나 방어막을 친 바람에 아무 성과가 없자 마침내 다스 베이더를 중심으로 네발 달린 지상 거대 전투 로봇(걸어다니는 탱크와 같다.) 생명 AT-AT 부대를 앞세워 침략한다. 결국 저항군들은 패하지만 주요 인물들은 모두 빠져나올 수 있었다.

## 같이 보기
- 스타워즈의 행성 목록
- 얼음 행성
- 눈덩이 지구